# Clinton Mata
Clinton Mukoni Mata Pedro Lourenço (Verviers, 7 novembre 1992) è un calciatore belga naturalizzato angolano, difensore dell'Olympique Lione e della nazionale angolana.

## Carriera

### Club
Il 6 luglio 2023 viene acquistato dall'Olympique Lione.

### Nazionale
Nel 2014 ha esordito in nazionale.

## Palmarès

### Club

#### Competizioni nazionali
- Campionato belga: 3

Club Bruges: 2019-2020, 2020-2021, 2021-2022
- Supercoppa del Belgio: 3

Club Bruges: 2018, 2021, 2022